# Lara Croft: Tomb Raider – The Cradle of Life
Lara Croft: Tomb Raider – The Cradle of Life (prt: Lara Croft: Tomb Raider - O Berço da Vida; bra: Lara Croft: Tomb Raider - A Origem da Vida) é o segundo filme da famosa série de jogos Tomb Raider, sendo dirigido por Jan de Bont. Estrelam Angelina Jolie, Gerard Butler, Ciarán Hinds e Djimon Hounsou. É uma produção americana, alemã, japonesa e britânica.
Nesta sequência, a aventureira Lara Croft parte em uma missão para salvar a Caixa de Pandora antes que mercenários a recuperem em nome de um cientista.

## Sinopse
A destemida exploradora Lara Croft tenta localizar a Caixa de Pandora antes que os criminosos Jonathan Reiss e Chen Lo a usem para o mal. De acordo com o mito, a caixa contém organismos mortais que podem matar milhões de pessoas. Com seu antigo parceiro, Terry, Lady Croft parte em uma caçada global que a leva da Europa para a Ásia e enfim para a África, onde seu amigo Kosa a ajuda. Ao longo do caminho, Lara Croft desce de rapel por penhascos, salta de arranha-céus, mergulha com escafandro e dizima muitos oponentes.

## Elenco
Segue abaixo a tabela do elenco:
| Ator               | Personagem         | Detalhes         |
| ------------------ | ------------------ | ---------------- |
| Angelina Jolie     | Lara Croft         | Tomb Raider      |
| Gerard Butler      | Terry Sheridan     |                  |
| Ciarán Hinds       | Dr. Jonathan Reiss |                  |
| Chris Barrie       | Hillary            |                  |
| Noah Taylor        | Bryce              |                  |
| Djimon Hounsou     | Kosa               | Guerreiro tribal |
| Til Schweiger      | Sean               | Mercenário       |
| Simon Yam          | Chen Lo            |                  |
| Terence Yin        | Xien               |                  |
| Daniel Caltagirone | Nicholas Petraki   | Irmão grego      |
| Fabiano Martell    | Jimmy Petraki      | Irmão grego      |
| Jonny Coyne        | Gus Petraki        | Pai grego        |
| Robert Cavanah     | Agente Stevens     | MI6              |
| Ronan Vibert       | Agente Calloway    | MI6              |

## Produção

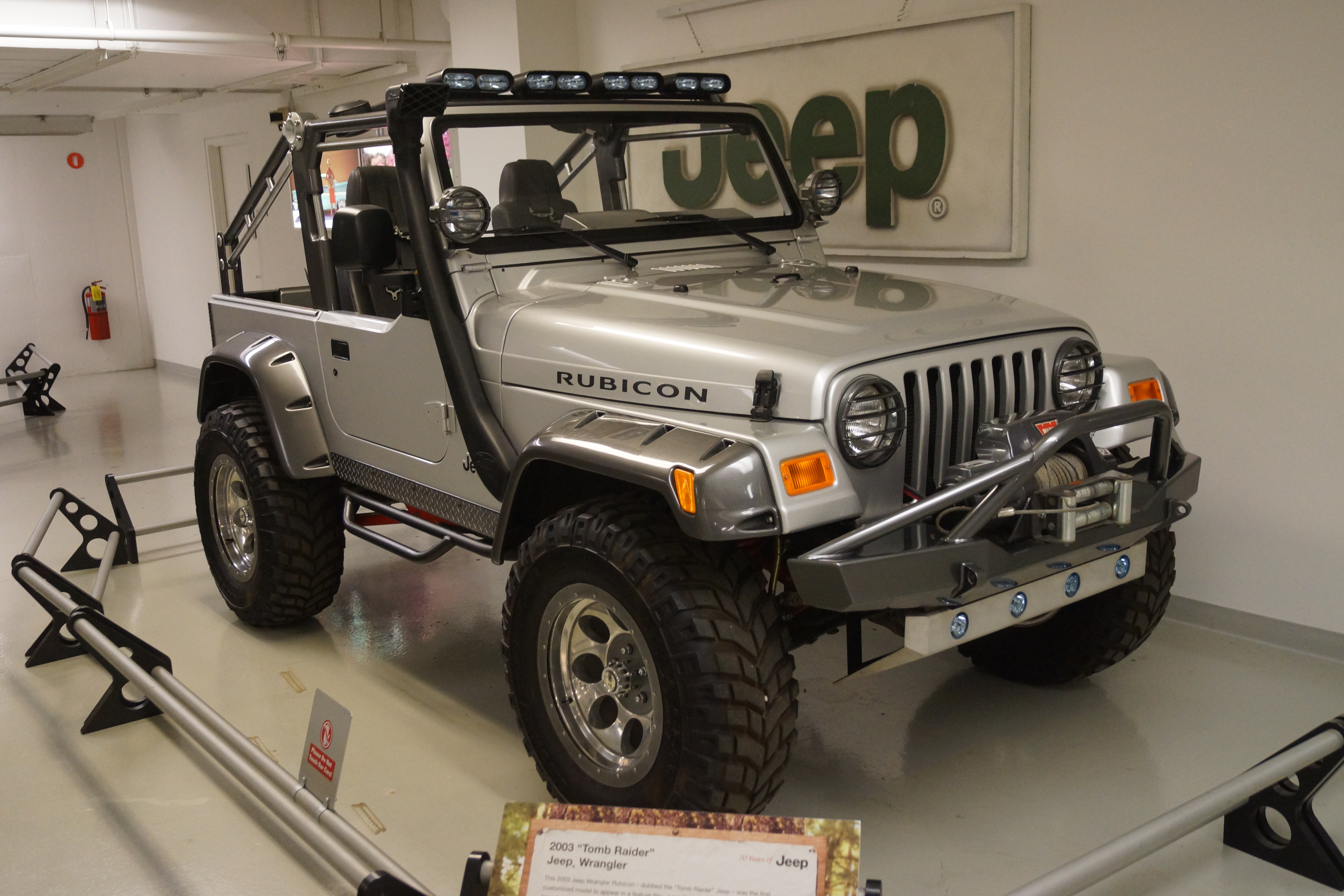
Exemplar do Jeep Wrangler Rubicon usado no filme.

O orçamento do filme foi de $95 milhões (menos que o orçamento de $115 milhões do primeiro filme), e como o primeiro filme, foi financiado pela Tele München Gruppe. O filme também foi distribuído internacionalmente pela empresa japonesa Toho-Towa.
O filme inclui locais exóticos como parte do tema de aventura. As filmagens incluíram seis dias em locações em Hong Kong, Santorini na Grécia, e Llyn Gwynant no Norte de Gales, ambientado como a China continental. O Parque Nacional Snowdonia foi escolhido depois que foi negada permissão para filmar na China. Uma vila chinesa simulada foi criada em Llyn Gwynant, perto de Beddgelert, e figurantes chineses foram contratados para interpretar fazendeiros. O último ato envolve uma temporada de duas semanas no Quênia para filmagens nos parques nacionais de Amboseli e Hell's Gate.

O filme também apresentou o novo Jeep Wrangler Rubicon 2003, visto pela primeira vez quando Lara Croft (Angelina Jolie) salta de paraquedas no veículo em movimento na África e assume o volante de Kosa (Djimon Hounsou). Como parte da campanha publicitária da Jeep, ele foi especialmente personalizado para o filme pela equipe de design da Jeep junto com os designers de produção do filme, com três exemplares construídos para as filmagens. Foi criada uma edição limitada Rubicon Tomb Raider de apenas 1.000 veículos, disponível apenas em prata como a versão do filme e sem suas personalizações especiais. Projetado para destacar a aparência do Rubicon no novo filme de Lara Croft, apresenta gráficos especiais de Tomb Raider e equipamentos especiais, incluindo rodas, barra de luz, proteção de grade e alargadores de para-lama, por um preço base de US$ 28.815. O veículo foi colocado no mercado para coincidir com o lançamento do filme. O vice-presidente da Jeep, Jeff Bell, explicou:
"[A campanha publicitária] é mais do que apenas uma colocação de produto... o Jeep Wrangler Rubicon é o Jeep mais capaz já construído, então o ambiente heroico e extremo no qual Lara Croft usa seu Wrangler Rubicon personalizado em Tomb Raider é preciso."
O diretor Jan de Bont odiou trabalhar no filme. As constantes interferências do estúdio o irritaram de tal forma que ele abandonou a direção de filmes. Os produtores simplesmente ligariam dizendo que o orçamento foi cortado ou que as cenas deviam ser mudadas. No primeiro dia de filmagem, que ocorreu na Grécia, ligaram para de Bont informando o corte de US$ 12 milhões do orçamento; o equivalente a quatro cenas inteiras. Em outra ocasião, ligaram para o diretor para reclamar que não gostaram dos botões da camisa do protagonista masculino, interpretado por Gerard Butler. Sobre Angelina Jolie, de Bont foi mais positivo: "Eu meio que gosto de trabalhar com ela [Angelina Jolie], e ela é uma figura, mas eu achei que ela era uma figura muito interessante para se trabalhar. Ela é definitivamente muito opinativa. Mas não de uma forma negativa, eu sinto. Ela era difícil de trabalhar, mas para mim provavelmente não era um problema. Eu realmente não vi nada negativo naquela época. E eu realmente acabei gostando muito dela, então."

## Lançamento
Lara Croft: Tomb Raider – The Cradle of Life foi lançado nos Estados Unidos em 21 de julho de 2003, e na Reino Unido em 22 de agosto de 2003. Foi lançado no Brasil e em Portugal em 15 de agosto de 2003. No Reino Unido, o filme foi assistido por 4,8 milhões de espectadores na televisão em 2007, tornando-se o quinto filme britânico mais assistido do ano na televisão.
O lançamento de mídias domésticas de DVD e VHS ocorreu em 18 de novembro de 2003; com um lançamento em Blu-ray ocorreu em 8 de outubro de 2013. Uma versão em Blu-ray 4K UHD foi lançada em 27 de fevereiro de 2018.

## Recepção

### Bilheteria
O Lara Croft: Tomb Raider – The Cradle of Life estreou em quarto lugar, atrás de Bad Boys II, Piratas do Caribe: A Maldição do Pérola Negra e Spy Kids 3-D: Game Over, com uma arrecadação de US$ 21,8 milhões. No Reino Unido, o filme estreou em terceiro lugar, atrás de American Pie: O Casamento e Piratas do Caribe: A Maldição do Pérola Negra, arrecadando £ 1,5 milhão nos três primeiros dias. O filme arrecadou US$ 65,6 milhões nos Estados Unidos e um total mundial de US$ 160,1 milhões.
O filme foi considerado mais bem-sucedido nas bilheterias internacionais, mas foi um fracasso nas bilheterias domésticas. Também enfrentou competição com Procurando Nemo, um filme de animação recordista. A Paramount atribuiu o fracasso do filme ao fraco desempenho do então mais recente lançamento da série de vídeo games, Tomb Raider: The Angel of Darkness. Após vários atrasos, Angel of Darkness foi levado às prateleiras pouco mais de um mês antes do lançamento do filme, apesar do produto final estar inacabado e cheio de bugs; gerando vendas medíocres e avaliações mistas dos críticos. O ex-executivo sênior da Eidos Interactive, Jeremy Heath-Smith, que também foi creditado como produtor executivo do filme, renunciou dias após o lançamento do jogo. A IGN escreveu: "a baixa bilheteria do filme foi o suficiente para interromper esta franquia".

### Crítica
Lara Croft: Tomb Raider – The Cradle of Life teve uma recepção morna, com avaliações mistas. No Rotten Tomatoes, a pontuação dos críticos foi negativa, ficando em 24% com base em 175 avaliações, enquanto a audiência foi mais favorável, com 44%. O consenso crítico do site diz: "Embora a sequência seja uma melhoria em relação ao primeiro filme, ainda falta emoção." No Metacritic, o filme recebeu "críticas mistas ou médias" com base em uma pontuação média de 43/100 de 34 avaliações de críticos e 5,7 pela audiência. O público pesquisado pelo CinemaScore deu ao filme uma nota "B−" em uma escala de A a F.
Os críticos continuaram a elogiar Angelina Jolie como Lara Croft. Andrew O'Hehir, do Salon, descreveu o filme como uma "viagem emocionante de verão muito agradável", elogiou Jolie e achou que era melhor que seu antecessor. Roger Ebert deu ao filme 3 de 4 estrelas, afirmando que o filme era "melhor que o primeiro, mais seguro de si, mais divertido... ele usa imaginação e locais emocionantes para dar ao filme o mesmo tipo de sensação de aventura pulp que temos nos filmes de Indiana Jones". David Rooney, da Variety, elogiou Jolie por ser "mais bela, mais rápida e mais impositiva do que da última vez como a destemida herdeira/aventureira, além de um pouco mais humana". O Screen Daily afirmou que o filme é "mais inteligente, mais sexy e mais estiloso do que seu antecessor". Outros críticos foram mais negativos. Rene Rodriguez, do The Miami Herald, chamou-o de "outra aventura triste e entorpecente no território sem graça de Indiana Jones". James Berardinelli, do ReelViews, foi mais enfático: "O primeiro Tomb Raider foi uma diversão idiota; Cradle of Life é simplesmente idiota... o pior filme de ação do verão."

## Reboot
Em março de 2004, o produtor Lloyd Levin disse que Lara Croft: Tomb Raider – The Cradle of Life havia arrecadado o suficiente internacionalmente para a Paramount financiar um terceiro filme, mas qualquer esperança de que ele entrasse em produção foi logo frustrada pelo anúncio de Angelina Jolie de que não tinha desejo de interpretar Lara Croft pela terceira vez: "Eu simplesmente não sinto que preciso fazer outro. Fiquei muito feliz com o último. Era um que realmente queríamos fazer." Em 2018, um novo filme estrelando Alicia Vikander como Lara Croft foi lançado com o nome genérico Tomb Raider; sendo um fracasso de bilheteria.